# Chiềng Chung, Mai Sơn
Chiềng Chung là một xã thuộc huyện Mai Sơn, tỉnh Sơn La, Việt Nam.
Xã Chiềng Chung có diện tích 72,64 km², dân số năm 1999 là 3930 người, mật độ dân số đạt 54 người/km².